# 舊盧克亞尼夫卡
46°47′24″N 33°45′11″E / 46.79000°N 33.75306°E
舊盧克亞尼夫卡（烏克蘭語：Старолук'янівка）是位於烏克蘭南部的村莊，由赫爾松州卡霍夫卡區的康斯坦丁尼夫卡市鎮負責管轄。該村始建於1922年，面積28.9平方公里，海拔高度49米，2001年人口261，人口密度每平方公里9人。